# Palais Equitable

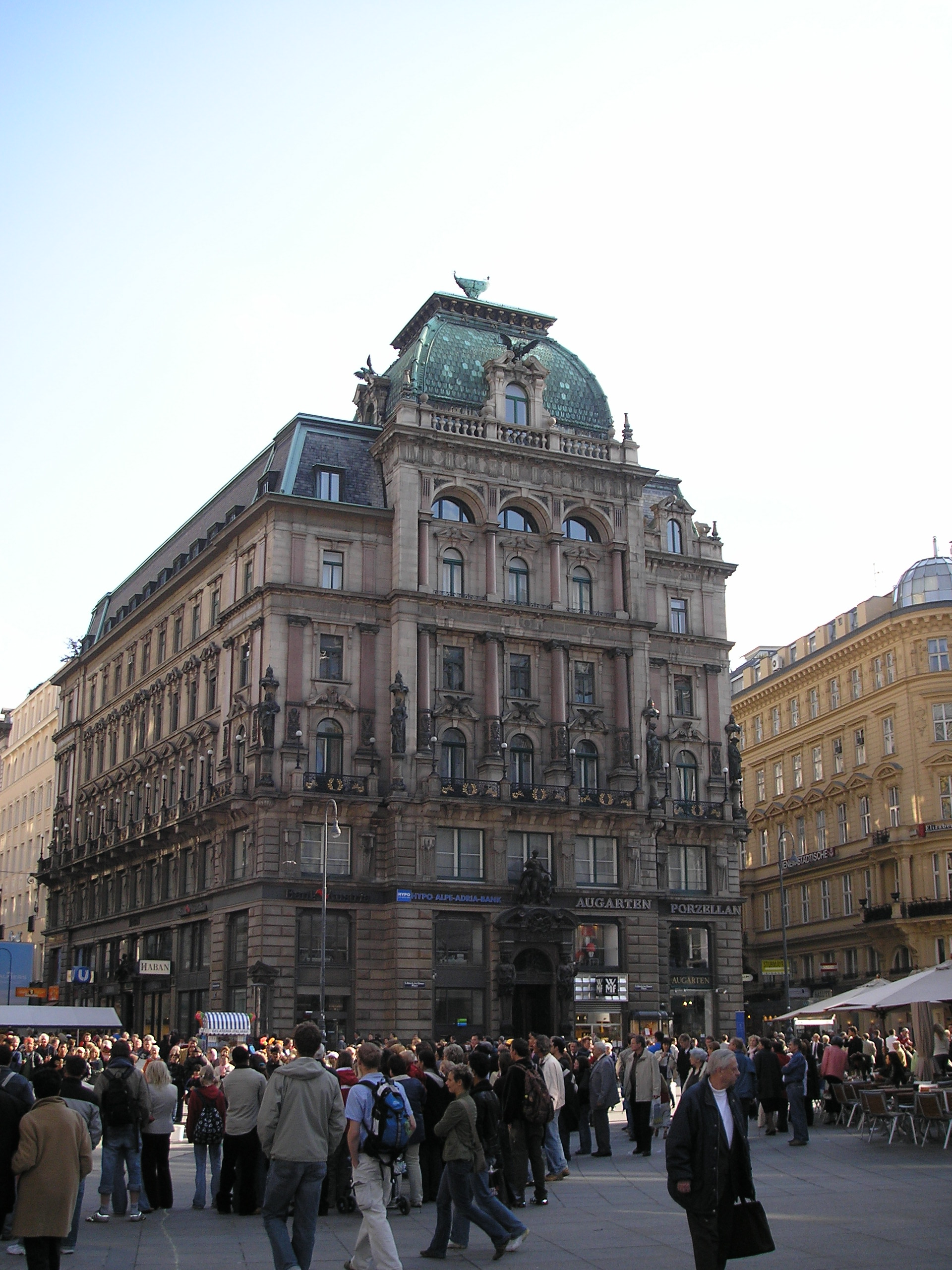
Het Palais Equitable

Het Palais Equitable is een paleis in Wenen aan de Stock-im-Eisen-Platz tegenover de Stephansdom.
Oorspronkelijk stonden op de plaats van het paleis vijf kleine middeleeuwse huizen, die tussen 1856 en 1886 afgebroken werden om een verbreding van de Kärntner Straße mogelijk te maken. Van 1887 tot 1891 liet de New Yorkse levensverzekeringsmaatschappij Equitable het gebouw door architect Andreas bouwen. Het moest een van de indrukwekkendste paleizen van Wenen worden. Anders dan de meeste andere paleizen in Wenen is het nooit een adellijk woonhuis geweest. 
De gevel van het paleis is rijk versierd en op het dak staan - in verband met de herkomst van de opdrachtgever - Amerikaanse adelaars. De bronzen reliëfs op de deur werden gemaakt door Rudolf Weyr, andere beelden werden door Viktor Tilgner en John Schindler gemaakt. Het interieur van het paleis is eveneens rijk versierd, met een prachtige trap en een hal versierd met marmer en graniet uit Hallein. In de lobby is een plafondschildering die net als het stucwerk op de eerste verdieping door Julius Victor Berger gemaakt is.
Het Palais Equitable werd tijdens de Tweede Wereldoorlog beschadigd, maar werd gerestaureerd in 1949. De entree is gerenoveerd door Rüdiger Lainer in 1997. Tegenwoordig huizen in het gebouw kantoren van diverse bedrijven en organisaties.